# Libinia cavirostris
Libinia cavirostris is een krabbensoort uit de familie van de Epialtidae. De wetenschappelijke naam van de soort is voor het eerst geldig gepubliceerd in 1942 door Chace.